# プロテリアル
株式会社プロテリアル（英: Proterial, Ltd.）は、東京都江東区豊洲に本社を置く、日本の大手特殊鋼メーカーである。2023年に日立金属株式会社（ひたちきんぞく）から社名変更した。
日本国内では鉄鋼メーカー売上高において有数の規模であり、かつ高性能材料に特化したニッチトップな製品群を擁する。

## 概要
1956年に日立製作所が鉄鋼業・金属部門を分社化し、全額出資して設立した会社である。2023年に日米ファンド連合に株式が売却され、これに伴い日立グループを離脱。同年、社名を株式会社プロテリアルに変更した。
事業は主に特殊鋼、磁性材料、セラミック材料、自動車鋳物、電線材料、自動車部品に分かれる。主力製品の特殊鋼では高級工具鋼、刃物鋼、鉄鋼用ロール、半導体用封着材料、航空機材料などを製造し、高いシェアを有している。また、研究開発型企業を志向しており、推力軸受用Cr-W鋼や永久磁石で最も強力とされているネオジム磁石は当社に所属した社員によって開発された。
メセナの一環として、国内で唯一玉鋼（日本刀の素材）を製造・提供している。
春光グループに属し、春光会の会員企業であるとともに、三和グループにも属し、三水会とその後身社長会である水曜会およびみどり会の会員企業でもある。
経済産業省と東京証券取引所が選ぶ女性活躍を推進している企業「なでしこ銘柄」に選定されている。

## 沿革

### 戦前
- 1910年（明治43年）鮎川義介により、日立金属の前身および日産自動車のルーツとなる戸畑鋳物株式会社を福岡県戸畑市（現・北九州市戸畑区）で設立。
- 1917年（大正6年）帝国鋳物を吸収合併。
- 1934年（昭和9年）安来製鋼所を吸収合併。
- 1935年（昭和10年）国産工業に社名変更。
- 1937年（昭和12年）日立製作所と合併。
- 1944年（昭和19年）日本初国産ジェットエンジンネ-20搭載の推力軸受用Cr-W鋼イ513を開発し海軍技術廠より表彰を受けた。

### 戦後
- 1947年（昭和22年）昭和天皇が安来工場を視察（昭和天皇の戦後巡幸）[7]。
- 1956年（昭和31年）日立金属工業株式会社設立（日立製作所から分離）。
- 1961年（昭和36年）熊谷工場新設。東京および大阪証券取引所第二部上場。
- 1962年（昭和37年）東京、大阪証券取引所一部上場。
- 1965年（昭和40年）米国にHitachi Metals America, Ltd.を設立。
- 1967年（昭和42年）株式の額面及び社名変更目的で日立金属株式会社に合併。
- 1970年（昭和45年）ドイツにHitachi Metals Europe GmbHを設立。
- 1979年（昭和54年）シンガポールにHitachi Metals Singapore Pte. Ltd.を設立。
- 1995年（平成7年）日立フェライト株式会社を吸収合併。
- 2003年（平成15年）商法上の「委員会等設置会社」に移行。
- 2005年（平成17年）米国アライド社の非晶質金属事業を買収し、日本非晶質金属株式会社を傘下に設立。
- 2007年（平成19年）株式会社NEOMAXを吸収合併。
- 2013年（平成25年）日立電線株式会社を吸収合併。[8]
- 2015年（平成27年）米国の工具鋼会社Diehl Tool Steel, Inc.を子会社化。
- 2015年（平成27年）中国にネオジム磁石の製造・販売会社、日立金属三環磁材有限公司を設立。
- 2016年（平成28年）米国の医療機器用部品会社HTP-Meds, LLCとHi Tech Machine and Fabrication, LLCを子会社化。
- 2018年（平成30年）MMCスーパーアロイを吸収合併[9]。
- 2022年（令和4年）本社を品川シーズンテラスから豊洲プライムスクエアに移転。
- 2022年（令和4年）日米ファンド連合が出資する株式会社BCJ-52が株式公開買付けにより当社の全株式を取得[10]。
- 2022年（令和4年）東京証券取引所プライム市場上場廃止。
- 2023年（令和5年）商号を株式会社プロテリアル（Proterial, Ltd.）に変更。
- 2024年（令和6年）配管機器事業を分社化し、同社の全株式を岡谷鋼機株式会社へ譲渡。

## 製品ブランド
- SLD-MAGIC（高性能冷間ダイス鋼、トライボロジー理論CCSCモデル適用）
- DACシリーズ（アイソトロピィ熱間ダイス鋼）
- YXRシリーズ（マトリックスハイス）
- HAPシリーズ（高性能粉末ハイス）
- GINB（カミソリ替刃材料）
- NEOMAX（ネオジ鉄ボロン磁石）
- ファインメット（ナノ結晶磁性材料）
- Metglas（アモルファス軟磁性材料）
- ハーキュナイトシリーズ（自動車用耐熱特殊鋳鋼）
- HINEXロール（鉄鋼圧延用ハイスロール）
- エコグリーン（電力用エコ電線）

## 生産拠点
以下の他に国内子会社、海外生産拠点を多数擁している。
- 安来工場（島根県安来市；特殊鋼・航空機材料・軟磁性材料など）
- 桶川工場（埼玉県桶川市；航空機材料）
- 山崎工場（大阪府三島郡島本町；セラミック材料）
- 鳥取工場（島根県鳥取市；磁性材料）
- 熊谷工場（埼玉県熊谷市；磁性材料）
- 真岡工場（栃木県真岡市；自動車用鋳物）
- 茨城工場（茨城県日立市；電線材料）

## 研究開発拠点
- 冶金研究所（島根県安来市；鉄鋼材料、特殊鋼、自動車用新素材、宇宙航空素形材、磁性電子素材）
- 素材研究所（栃木県真岡市；自動車エンジン部品、耐熱部品）
- 電線研究所（茨城県日立市；電線材料）
- グローバル技術革新センター（埼玉県熊谷市）

## グループ企業

### 国内
| - 株式会社プロテリアルトレーディング - 株式会社プロテリアル特殊鋼 - 株式会社プロテリアルプレシジョン - 株式会社プロテリアル金属 - 株式会社プロテリアル若松 - NEOMAXエンジニアリング株式会社 | - 株式会社NEOMAX近畿 - 株式会社NEOMAX九州 - 株式会社九州テクノメタル - 株式会社プロテリアルマシナリー - 東日京三電線株式会社 - 東北ゴム株式会社 | - 株式会社茨城テクノス - 株式会社プロテリアルソリューションズ - 株式会社プロテリアルハロー - 日本エアロフォージ株式会社 - 住電HSTケーブル株式会社 - 青山特殊鋼株式会社 - 株式会社守谷刃物研究所 |

### 海外
| - Proterial America, Ltd. - Diehl Tool Steel, Inc. - Effingham Machining & Assembly Components, Inc. - Metglas, Inc. - Proterial Cable America, Inc. - HC Queretaro, S.A. de C.V. - Proterial Europe GmbH - 博邁立鋮投資(中国)有限公司 - Proterial Hong Kong Limited - 台湾博邁立鋮股份有限公司 - Proterial Asia Pacific Pte. Ltd. - Proterial (Thailand) Ltd. - Proterial (India) Private Limited - Proterial Korea Co. Ltd. | - 博邁立鋮特殊鋼(東莞)有限公司 - 博邁立鋮特殊鋼(寧波)有限公司 - 博邁立鋮金属材料(蘇州)有限公司 - Nam Yang Metals Co., Ltd. - HNV Castings Private Limited - 博邁立鋮科環磁材(南通)有限公司 - 博邁立鋮電線(蘇州)有限公司 - 上海博邁立鋮線材有限公司 - Proterial Malaysia Sdn. Bhd. - PT. NEOMAX MAGNETIC TECHNOLOGIES INDONESIA - San Technology, Inc. - Proterial Philippines, Inc. - Proterial Thai Enamel Wire Co., Ltd. - Pacific Metals Co., Ltd. - Proterial Vietnam Co., Ltd. - 台全金属股份有限公司 |

## 不祥事
- 2020年04月27日（発表）- 日立金属は4月27日、特殊鋼や磁石などの製品の品質試験で、検査成績書の数値を改ざんするなどして、納入先に提出していたと発表した。4種類の製品で、納入先は延べ約170社に上り、10年以上にわたって不正が続けられた。同社は外部の専門家で構成する特別調査委員会を設置し、数カ月間で調査結果をまとめる。不正が見つかったのは、自動車部品向けなどの特殊鋼や、家電用モーターなどに使われる磁石。1月に特殊鋼の不正に関する情報提供があり、調査を進めていた。日立金属の執行役会長は、電話会議形式による記者会見で「10年以上前から継続していた。管理職も関与したようだ」と語った。安全性や性能に問題が生じた事案は確認されていないという。
- 2021年10月26日 - 前年度に発覚した品質管理の問題が拡大。検査結果の書き換えや仕様と異なる方法での検査の実施、製造・検査条件の無断変更などが行われた製品の納入先が1952社に及ぶことを発表した[11]。